# 小行星15032
小行星15032（15032 Alexlevin）是一颗绕太阳运转的小行星，为主小行星带小行星。该小行星于1998年11月10日发现。

## 轨道参数
小行星15032的轨道半长轴为2.3716537 UA，离心率为0.120。